# Север штата Мату-Гросу (мезорегион)

Север штата Мату-Гросу на карте.

Север штата Мату-Гросу (порт. Mesorregião do Norte Mato-Grossense) — административно-статистический мезорегион в Бразилии. Входит в штат Мату-Гросу. Население составляет 942 751 человек (на 2010 год). Площадь — 484 144,894 км². Плотность населения — 1,95 чел./км².

## Демография
Согласно сведениям, собранным в ходе переписи 2010 г. Национальным институтом географии и статистики (IBGE), население мезорегиона составляет:
| Полное население                            | Полное население                            | Полное население                            | Полное население                            | 942 751 |
| ------------------------------------------- | ------------------------------------------- | ------------------------------------------- | ------------------------------------------- | ------- |
| в том числе:                                | Городское население                         | 695 367                                     | Процент городского населения, %             | 73,76   |
|                                             | Сельское население                          | 247 384                                     | Процент сельского населения, %              | 26,24   |
|                                             | Мужское население                           | 493 130                                     | Процент мужского населения, %               | 52,31   |
|                                             | Женское население                           | 449 621                                     | Процент женского населения, %               | 47,69   |
| Плотность населения, чел/км²                | Плотность населения, чел/км²                | Плотность населения, чел/км²                | Плотность населения, чел/км²                | 1,95    |
| Население мезорегиона в % к населению штата | Население мезорегиона в % к населению штата | Население мезорегиона в % к населению штата | Население мезорегиона в % к населению штата | 31,06   |

## Статистика
- Валовой внутренний продукт на 2003 год составляет 7 792 918 527,00 реалов (данные: Бразильский институт географии и статистики).
- Валовой внутренний продукт на душу населения на 2003 год составляет 10 169,82 реалов (данные: Бразильский институт географии и статистики).
- Индекс развития человеческого потенциала на 2000 год составляет 0,745 (данные: Программа развития ООН).

## Состав мезорегиона
В мезорегион входят следующие микрорегионы:
1. Алта-Флореста
2. Алту-Телис-Пирис
3. Аринус
4. Арипуанан
5. Колидер
6. Паранатинга
7. Паресис
8. Синоп